# Бжустова (Свентокшиське воєводство)
Бжустова (пол. Brzóstowa) — село в Польщі, у гміні Цьмелюв Островецького повіту Свентокшиського воєводства.
Населення — 679 осіб (2011).
У 1975-1998 роках село належало до Тарнобжезького воєводства.

## Демографія
Демографічна структура на день 31 березня 2011 року:
|          | Загалом | Допрацездатний вік | Працездатний вік | Постпрацездатний вік |
| -------- | ------- | ------------------ | ---------------- | -------------------- |
| Чоловіки | 312     | 62                 | 214              | 36                   |
| Жінки    | 367     | 59                 | 197              | 111                  |
| Разом    | 679     | 121                | 411              | 147                  |